# Cattedrale del Santo Salvatore (Oviedo)
La cattedrale del Santo Salvatore (in spagnolo: Catedral Metropolitana Basílica de San Salvador) è la cattedrale metropolitana di Oviedo, in Spagna, ed è sede dell'arcidiocesi di Oviedo.
Nel 1872 è stata insignita del titolo di basilica minore.
È il punto di arrivo del cammino di San Salvador.

## Storia
La cattedrale venne costruita a partire dal XIII secolo su di una precedente chiesa dell'VIII secolo. Prevalentemente si presenta in stile gotico, ma contiene porzioni di stile preromanico (Cámara Santa), romanico (apostolado de la Cámara Santa) e barocco (Capilla del Rey Casto).
La cattedrale conserva, nell'attigua cappella di san Michele, detta Cámara Santa, la reliquia nota come sudario di Oviedo, un telo di lino datato al VII secolo che tradizionalmente sarebbe stato posto sul capo di Gesù morto. È presente anche la tomba di Fruela I, sovrano asturiano dell'VIII secolo.

## Descrizione
Si tratta di una chiesa a tre navate in stile gotico fiorito.

### Esterno

#### Facciata
La costruzione dell'attuale facciata ebbe inizio nel XVI secolo secondo i progetti dell'architetto Juan de Badajoz il Vecchio, seguendo lo stile gotico anziché quello rinascimentale.

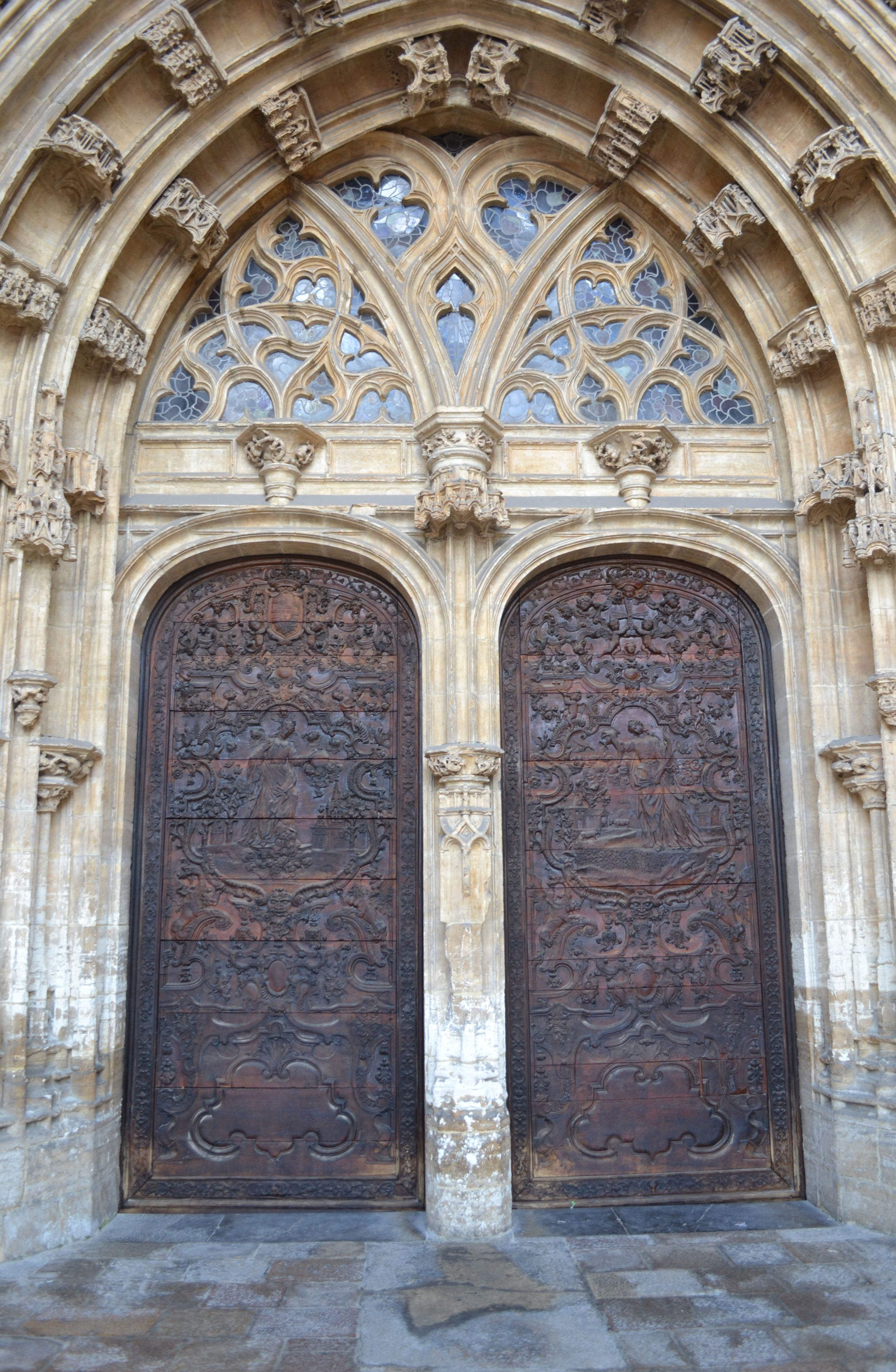
Portale centrale della cattedrale: le due ante con Il Salvatore e sant'Eulalia di Mérida

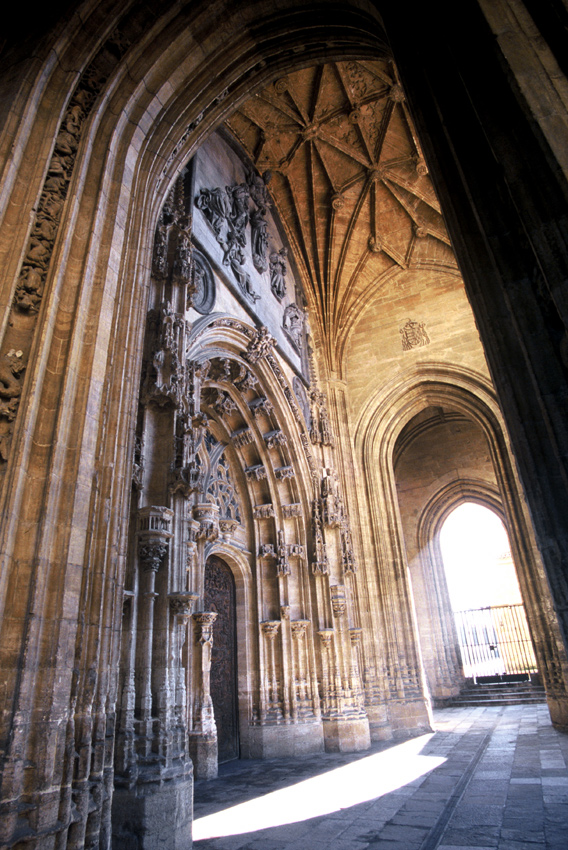
Portico della cattedrale

La facciata è asimmetrica, preceduta da un portico con tre archi e tre portali, uno corrispondente a ogni navata. Il soffitto è una volta innervata quasi piana. Il portale centrale, il più importante sia esteticamente che per dimensioni, è costituito da una porta a due ante con stipite centrale, sormontata nell'arco da un rilievo rappresentante la Trasfigurazione e sui lati dell'arco che sovrasta la porta vi sono le figure in bassorilievo rappresentanti i re delle Asturie Fruela I e Alfonso II, il Casto. Un poco più sotto un medaglione che raffigura il Bambino Gesù e san Giovanni bambino.
Le porte, realizzate nel XVIII secolo, sono in noce comune. Quella della navata centrale riporta al centro ogni sua anta un'immagine del Salvatore e di sant'Eulalia di Mérida, entrambi patroni della cattedrale e del Principato delle Asturie. L'accesso all'interno avviene attraverso il portale di sinistra.

#### Torre
Il progetto iniziale prevedeva due torri, ma si decise infine di erigerne una sola, che funge anche da campanile.
La sua costruzione, in stile composito, gotico e rinascimentale, ebbe inizio nel 1508 sul progetto di Juan de Badajoz e sotto la direzione di Rodrigo Gil de Hontañón e terminò nel 1587. Alla costruzione collaborarono in misura maggiore o minore gli architetti Pedro de Buyeres, Pedro de la Tijera e Juan de Cerecedo.
Alta 80 metri, la torre è divisa verticalmente in cinque corpi che si assotigliano man mano che si sale. Inizia integrata nel portico sui quattro pilastri che formano l'arcata. Si conclude con un tempietto formato da torri cilintriche che terminano con la freccia del pinnacolo.
Nella torre si trova, al secondo piano, un orologio e all'ultimo l'arma del vescovo di Oviedo Cristóbal Rojas Sandoval, che si era assunto l'incombenza di far terminare la torre, e in ogni sezione una finestra (le prime due, salendo, trifore e le successive due bifore), con pilastrini centrali in pietra.
La torre è famosa nella letteratura spagnola del secolo XIX essendo una delle protagoniste inanimate del romanzo di Leopoldo Alas, detto Clarín, La regenta.

#### Campanile
La sala delle campane della torre contiene alcune campane, tra le quali le principali: la Santa Cruz (fusa nel 1539 con un peso di 1384 kg), la Santa Barbara (del 1818 e del peso di 116 kg), el Esquilón (risalente al 1678 e pesante 481 kg) e la più importante di esse, Wamba, fusa nel 1219 (l'anno è indicato sulla campana stessa) che è la campana più antica di Spagna ancora in funzione. 
Anche il meccanismo di azionamento delle campane è antico.
Altre campane site nella sala campanaria della torre sono:
- Timbal 2.º: fusa in bronzo nel 1893 da José Sota; ha un diametro di 52 cm, un'altezza di 40 cm e un peso di 81 kg.
- Timbal 1.º: fusa in bronzo nel 1830, ha un diametro di 54 cm e un'altezza di 47 cm con un peso di 91 kg.
- De posar: fusa in bronzo nel 1817 da José de Venero, ha un diametro di 78 cm, un'altezza di 70 cm e un peso di 275 kg.

### Interno

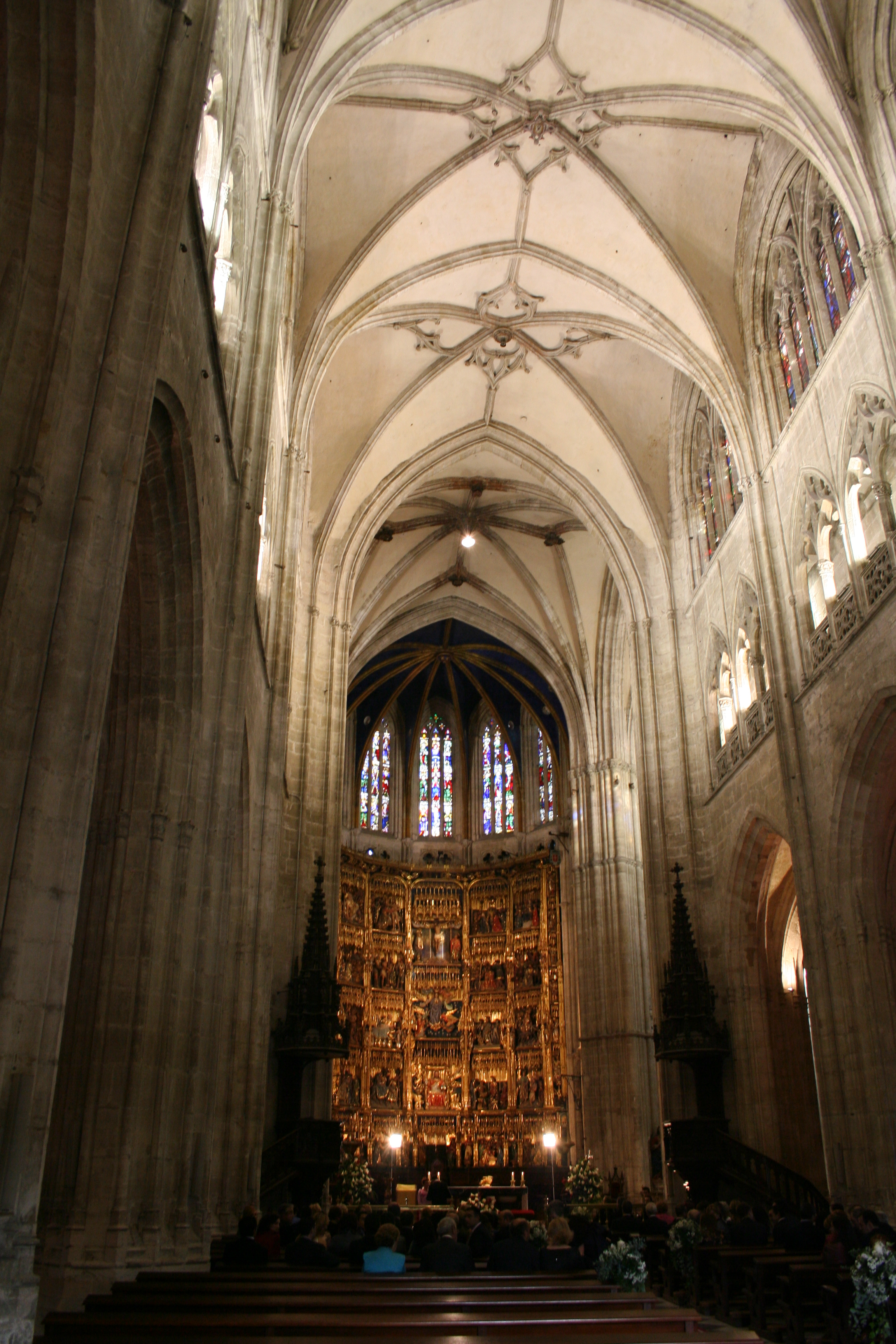
Navata centrale della Cattedrale di Oviedo

L'aula, a croce latina, ha tre navate, la maggiore delle quali è larga 10 m, lunga 67 e alta 20 ed è più alta delle altre due , che sono ampie 6 m.
Originalmente aveva la testa di tipo a scala con un'abside semicircolare centrale, fiancheggiata da altre absidiole. Con l'affermarsi dello stile barocco, questa parte del coro fu ristrutturata in parte con la costruzione di un deambulatorio dotato di cappelle radiali. 
La cattedrale presenta cappelle laterali aperte tra i contrafforti, soluzione usuale in questo tipo di edifici religiosi.
I pilastri che separano le navate e sostengono le volte sono di tipo a fascio, formati da grandi blocchi di pietra lavorata. In verticale il tempio presenta una struttura tripartita: arcate di separazione delle navate ogivali e modanate, triforio (formato da pareti con aperture, decorate con sinuosi trafori e balaustra di puro gotico fiammeggiante e cleristorio con vetrate. 
Le volte che coprono i diversi tratti sono crociere di grande complessità, data la cronologia antica dell'edificio.

#### Navata destra
La navata destra contiene, dall'ingresso all'abside:
Cappella di Santa Barbara o di San Michele
Fondata dal vescovo Bernardo Caballero Paredes in stile barocco contiene un importante retablo, opera di Luis Fernández de la Vega. Dà nome alla cappella un'immagine della santa, opera del secolo XVII di Antonio Borja.
Cappella di San Martino di Tours
Risale al secolo XVII. Il retablo è opera di Luis Fernández de la Vega con la immagine del santo nel centro e in alto l'Immacolata; nello zoccolo, i Padri della Chiesa.
Cappella di San Rocco.
Nota anche con il nome di Cappella della Natività, risale al secolo XVI. Fu costruita su ordine dell'abate della Collegiata di San Pietro di Teverga, Fernando de Llanes, per ospitare il suo sepolcro. Emerge sul retablo l'immagine del santo, opera di José Bernardo de la Meana del 1658.
Cappella di Sant'Antonio.
Cappella di stile gotico, contiene un retablo barocco con elementi di rococò, opera di José Bernardo de la Meana della metà del secolo XVIII. Nella cappella vi sono tre tombe.
Cappella del Santo Cristo di Velarde
Cappella gotica sul cui retablo barocco e nel centro vi è un Cristo crocifisso attribuito ad Alonso Berruguete (secolo XVI).
Cappella di Santa Eulalia
Cappella di stile plateresco del secolo XVII, opera dell'architetto Francisco Menéndez Camina, comprende un tempietto centrale con urna d'argento contenente le ossa della santa. Intorno al tempietto si affollavano i pellegrini.
Statua del Salvatore

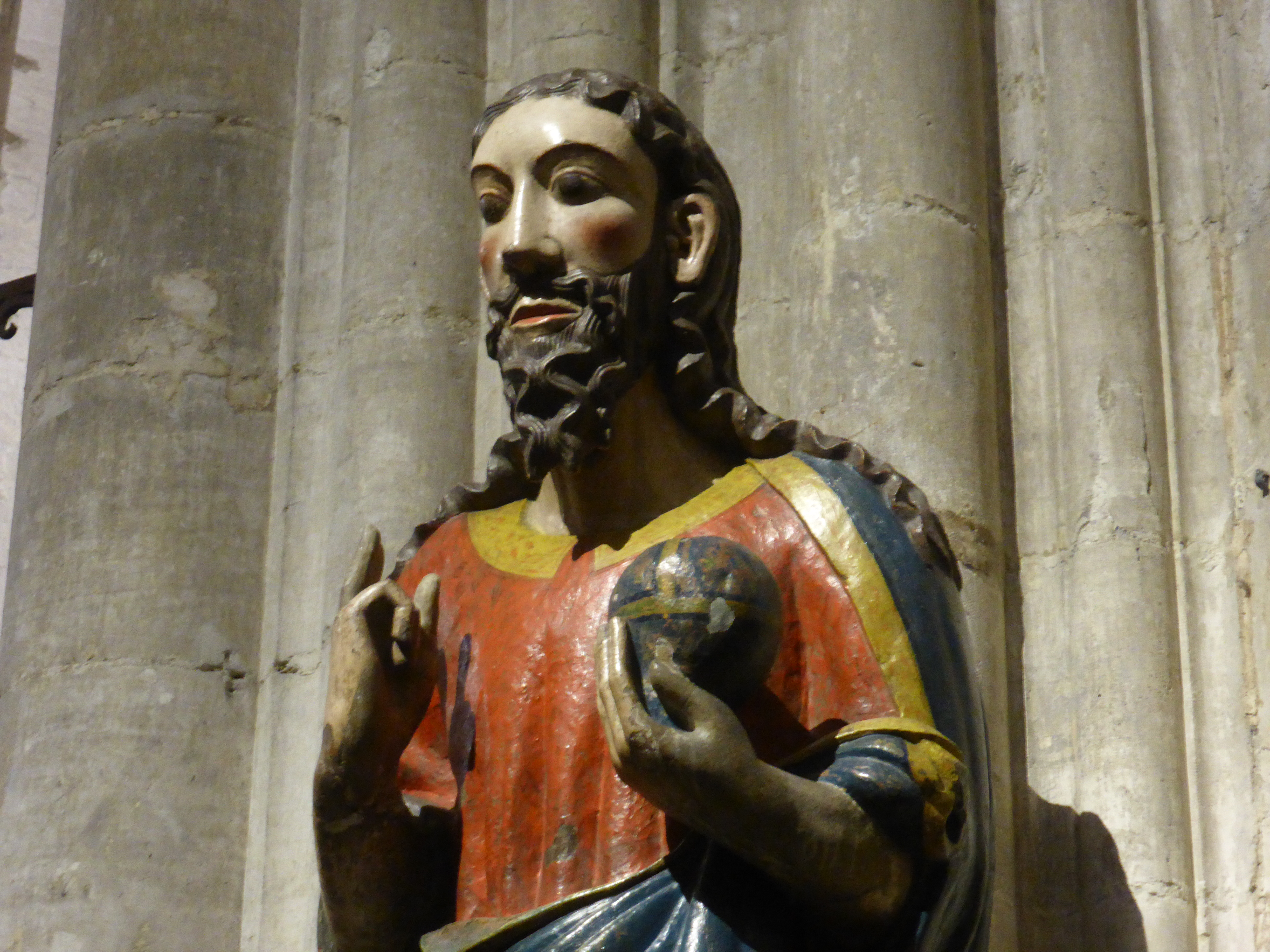
Immagine del Salvatore benedicente in pietra policroma

Prima di giungere all'abside si trova, addossata al pilastro sud della crociera (deambulatorio), una scultura del XIII secolo rappresentante Cristo Salvatore benedicente con la mano destra e con una sfera nella mano sinistra. Si ritiene che provenga dalla precedente basilica romanica. Una volta meta principale dei pellegrini, ai suoi piedi pregò a lungo papa Giovanni Paolo II nel 1989.

#### Camera santa
Nota anche come Cappella di San Michele, è una chiesa cattolica di stile preromanico eretta vicino alla torre preromanica di San Michele della. Occupa l'angolo tra il braccio meridionale del transetto della cattedrale e un lato del chiostro.
Essa fu eretta nel IX secolo come cappella di palazzo per il re Alfonso II delle Asturie e della cattedrale di San Salvatore. A parte la sua funzione di cappella reale, la Camera Santa fu costruita per custodire i gioielli e le reliquie della cattedrale di Oviedo, una funzione che continua ancora dopo 1200 anni.

#### Cripta di Santa Leocadia

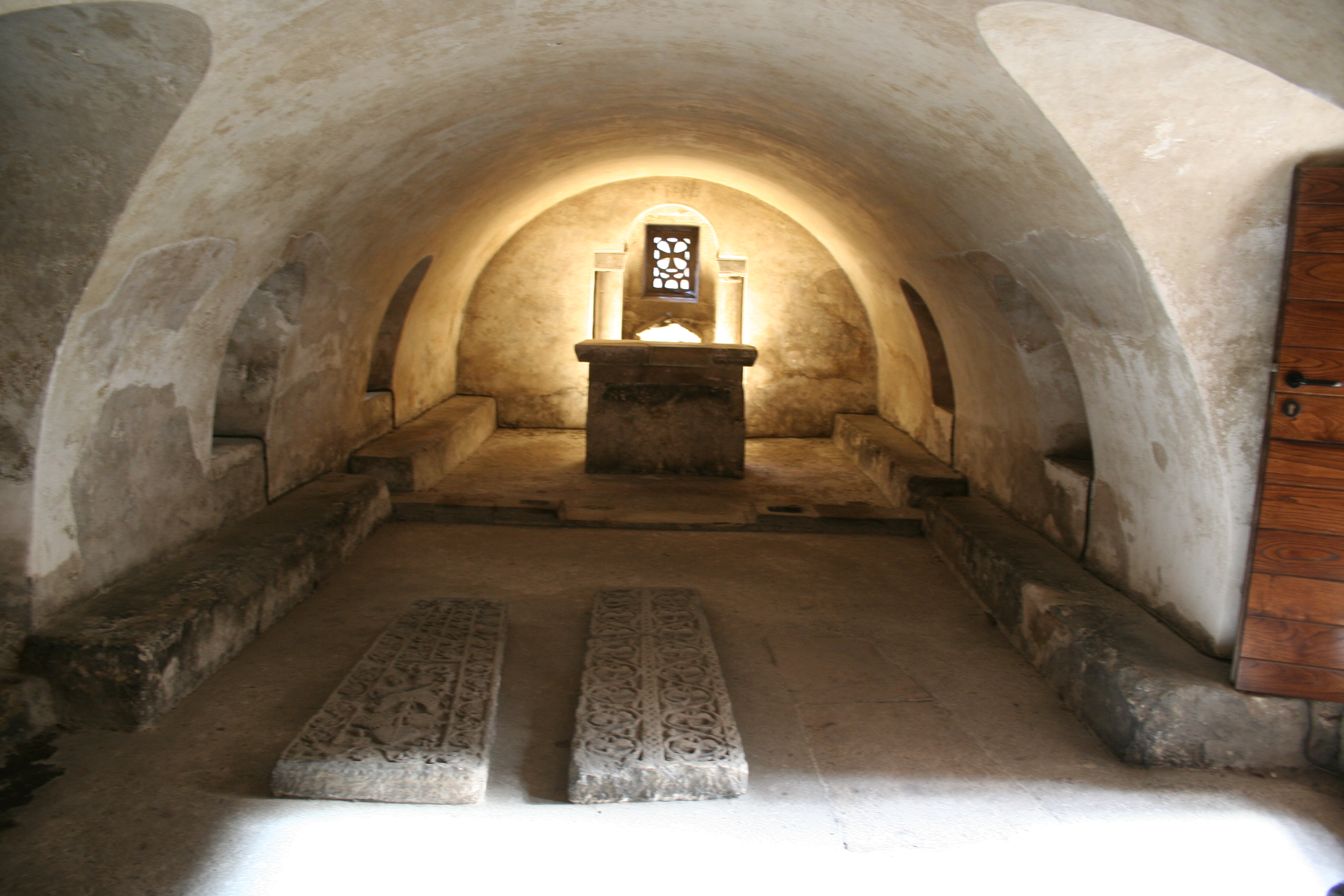
La cripta di santa Leocadia

La cripta di Santa Leocadia è una delle vestigia più antiche del complesso di edifici palatini ed ecclesiastici esistenti dai tempi di re Alfonso II delle Asturie, anche se la sua costruzione viene attribuita ad Alfonso II. Essa faceva parte di un complesso di santuari sovrapposti ma fra loro comunicanti: la cripta era il santuario inferiore e la Camera Santa quello superiore.

#### Altar maggiore
L'altar maggiore della cattedrale è al centro della parte interna dell'abside, che forma una cappella di stile gotico e forma poligonale chiusa da due linee di vetrate delle quali solo quella superiore è visibile oggigiorno poiché l'altra è chiusa alla vista dal retablo principale. La sua costruzione ebbe inizio nel 1388, momento in cui si ritiene abbia avuto inizio la ristrutturazione della cattedrale in stile gotico. 
Al suo interno si possono vedere (da sinistra a destra):
- Il sepolcro, con scultura orante, di Juan Arias de Villar, vescovo di Oviedo dal 1487 al 1498. Vuoto, poiché i resti del vescovo furono poi traslati nella Cattedrale di Segovia
- Retablo principale, dedicato al Santo Salvatore, la cui costruzione ebbe inizio nel 1511 per ordine di Valeriano Ordóñez Villaquirán e fu terminato vent'anni dopo. Su una dimensione di 12 x 12 m sono rappresentate 24 scene della vita di Gesù.

#### Deambulatorio
Nel secolo XVII fu costruito il deambulatorio, composto di cinque cappelle radiali:
Cappella di Covagonga.
In questa piccola cappella si trova il sepolcro del vescovo Gutierre di Toledo (1330 - 1389) da un lato, in basso l'altare, i resti di san Melchiorre di Quirós, primo santo asturiano.
Sacrestia.

#### Navata sinistra
Cappella dell'Annunciazione
Risalente al secolo XVII, è molto decorativa. Vi si trova una splendida cancellata del XVII secolo e una scultura orante di Juan Vigil de Quiñones, vescovo di Segovia, opera di Luis Fernández de la Vega.
Cappella dell'Assunzione
Contiene il Retablo dell'Immacolata Concezione nel lato nord della crociera, risalente al secolo XVIII. Era il luogo preferito, insieme a quello di Santa Eulalia, dai pellegrini.
Nicchia della Hidria
Risalente al secolo XV. Secondo la leggenda la nicchia contiene una delle sei giare delle Nozze di Cana. Ha una capacità di 100 litri. Viene esposta al pubblico il 21 settembre di ogni anno, memoria liturgica di san Matteo, e si può bere acqua precedentemente benedetta. Essendo normalmente celata al pubblico, passa del tutto inosservata.

#### Cappella di Santa Eulalia di Merida
Cappella dedicata alla patrona della diocesi di Oviedo, è una cappella barocca di pianta a croce greca, sovrastata da una grande cupola riccamente decorata in stile barocco. Fondata nel secolo XVII per ordine del vescovo Simón García Pedrejón ed eseguita dai Menéndez Camino (padre e figlio); contiene un baldacchino barocco, opera di Domingo Suárez de la Puente, con reliquie della santa. Nella cappella si trovano sepolte le salme di numerosi vescovi, tra i quali il fondatore.

#### Cappella di Nostra Signora del Re Casto

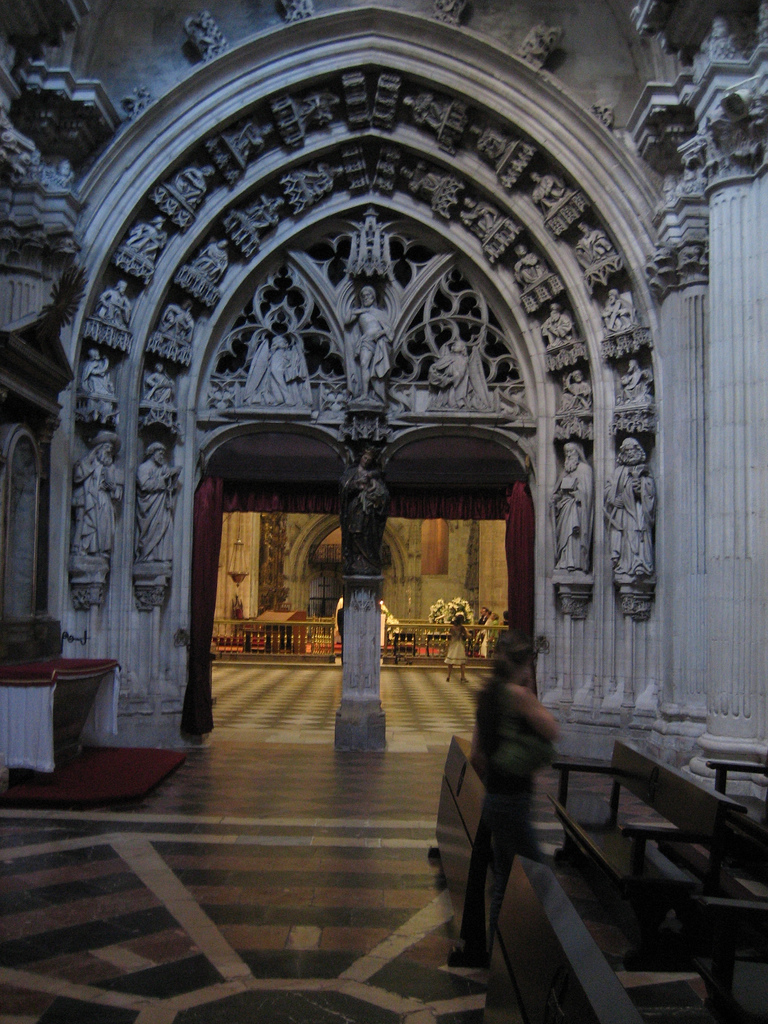
Portale di accesso alla cappella di Nostra Signora del Re Casto.

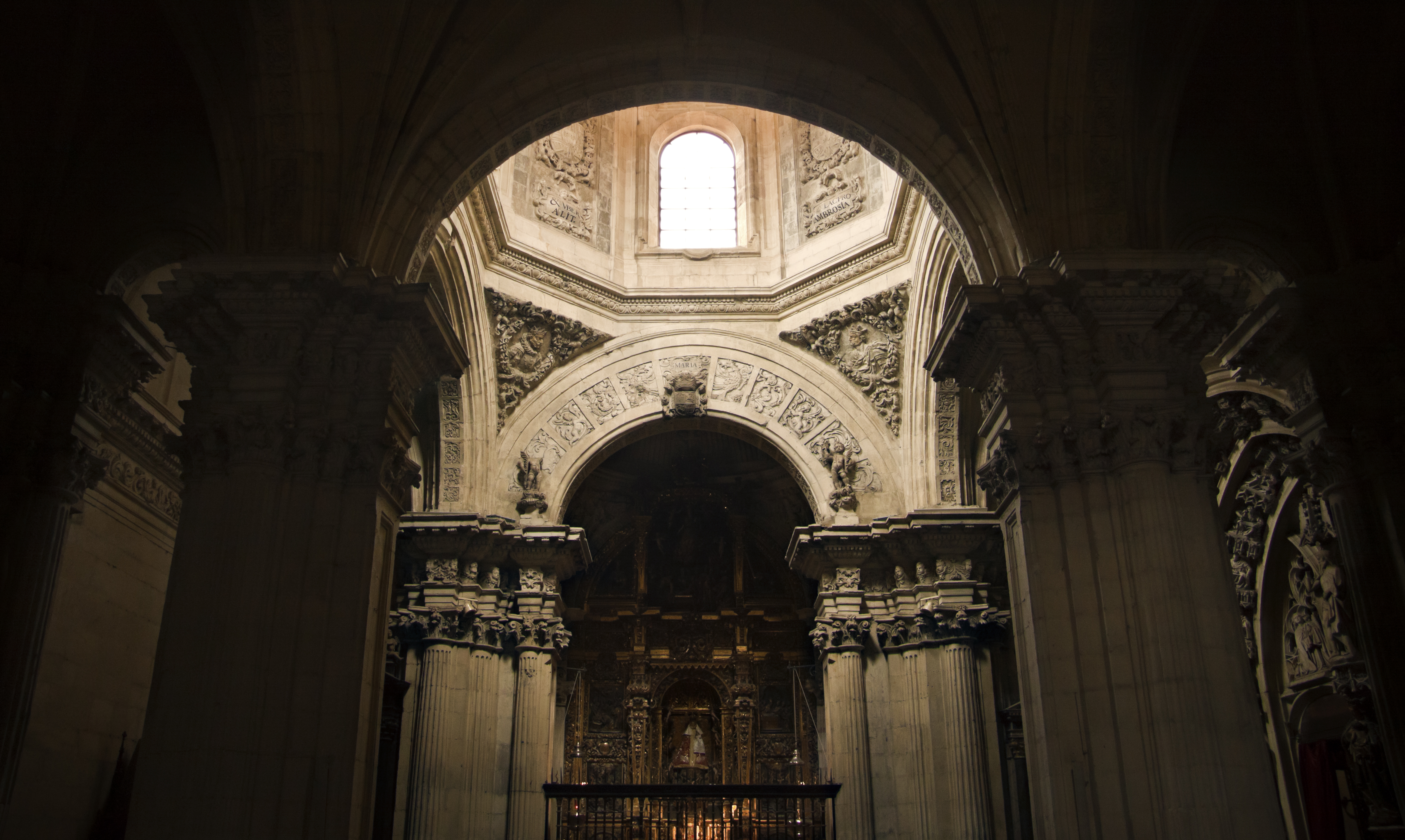
Interno della cappella di Nostra Signora del Re Casto illuminato attraverso una cupola

La cappella di Nostra Signora del Re Casto fu edificata per ordine del vescovo Tomás Reluz nel 1705, sopra un'altra cappella fondata da Alfonso II delle Asturie, detto il Casto, nel secolo IX e si estende parallelamente alla cattedrale formando una chiesa a parte con ingresso esterno proprio attraverso un giardino che si trova sulla sinistra della cattedrale. È opera di Bernardo de Haces e di Luis de Arce. Si unisce alla cattedrale dalla gran porta, opera di Juan de Malinas, costruita tra il 1470 e il 1485 in stile tardo-gotico. La porta è divisa in due ante separate da un pilastro sul quale è scolpita la figura della Vergine con il Bambino affiancata sui lati della porta dalle figure degli apostoli san Giacomo il Maggiore e san Pietro e alla destra san Paolo e sant'Andrea. A lato, alla sinistra della porta e prima di entrare si può leggere un'iscrizione propiziatoria in pietra di Alfonso III delle Asturie. Questa cappella erano sepolti alcuni re delle Asturie e fu il primo pantheon della monarchia spagnola. Sui pennacchi degli archi principali vi sono i busti di numerosi re delle Asturie.
Nella navata nord vi è un bel retablo della Vergine della Luce del secolo XVI, della scuola di Juan de Juni. A lato quattro piccoli apostoli; in alto vi è la figura di Dio Padre.
Vi sono inoltre due statue marmoree di san Pietro e di san Paolo, del secolo XVIII. 

#### Pantheon dei re

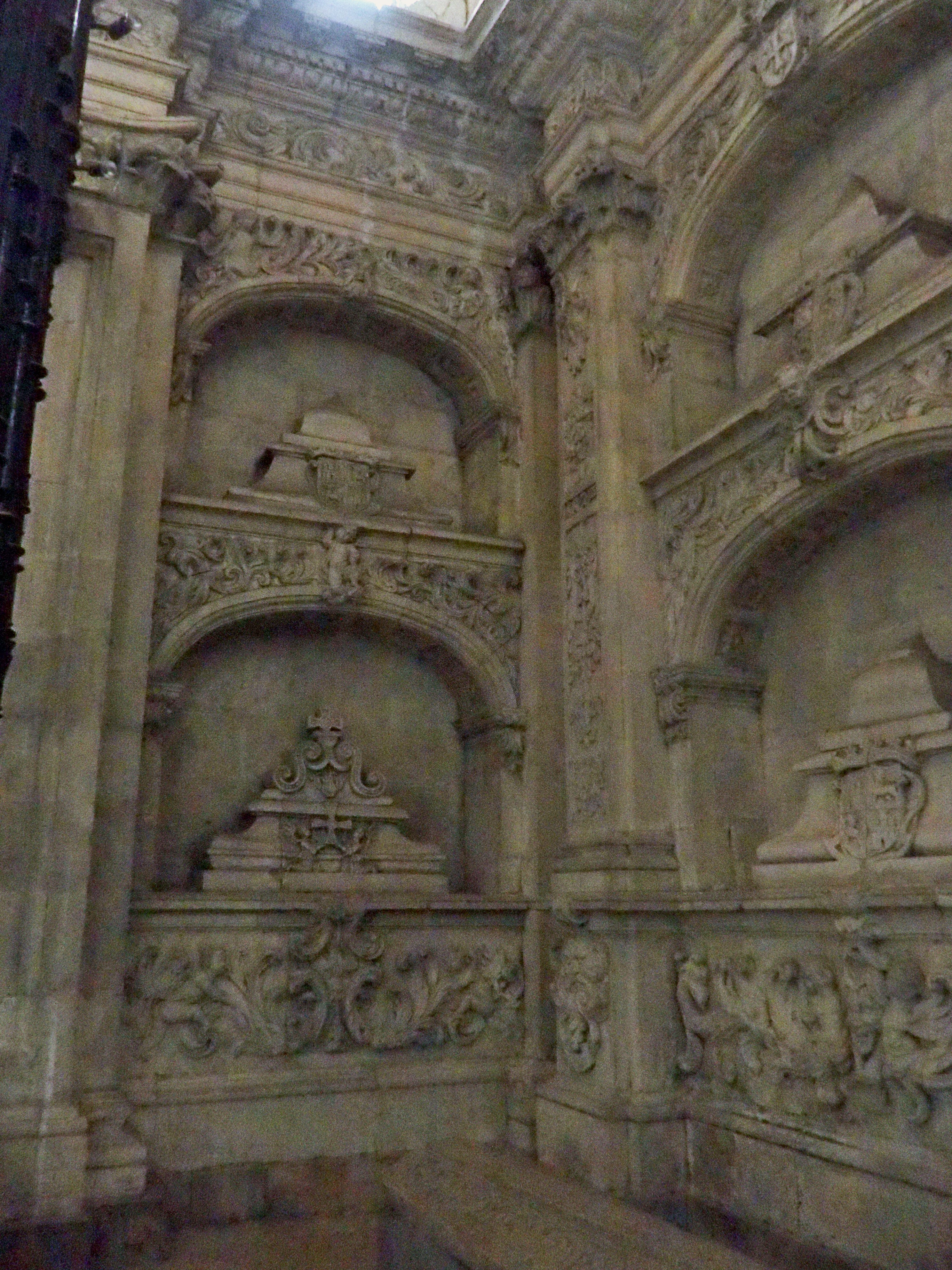
Pantheon dei re della Cattedrale di Oviedo.

Si trova all'interno della cappella di Nostra Signora del re Casto e in esso trovarono sepoltura molti membri regnanti dei regni delle Asturie e di León, durante l'Alto Medioevo.
Il primo pantheon reale e la prima chiesa di Nostra Signora del Re Casto furono demoliti all'inizio del secolo XVIII, a causa del cattivo stato di conservazione, su iniziativa del vescovo di Oviedo, Tomás Reluz. Entrambi furono poi riedificati e consacrati nel 1712.
I membri regnanti dei regni di Asturie e León che si trovano sepolti attualmente nelle urne barocche del Pantheon dei re della Cattedrale di Oviedo, in base a quanto riferiscono diversi storici, sono:
- Fruela I delle Asturie (722-768), re delle Asturie, figlio di Alfonso I il Cattolico e della regina Ermesinda.
- Bermudo I delle Asturie (m. 797), detto el Diácono, figlio di Fruela di Cantabria, nipote di Alfonso I il Cattolico e successore del re Mauregato delle Asturie.[9]
- Alfonso II il Casto (759-842), re delle Asturie, figlio di Fruela I delle Asturie e nipote di Alfonso I il Cattolico.
- Ramiro I delle Asturie (790-850), re delle Asturie, primo successore di Alfonso II il Casto e figlio di Bermudo I delle Asturie.
- Ordoño I delle Asturie (830-866), re delle Asturie, figlio e successore di Ramiro I delle Asturie.
- Alfonso III delle Asturie (848-910), re delle Asturie, figlio di Ordoño I delle Asturie.
- García I di León (871-914), re di León, figlio di Alfonso III delle Asturie e della regina Jimena delle Asturie.
- Fruela II di León (c. 875-925), figlio di Alfonso III delle Asturie e fratello del precedente.[10]
- Regina Munia de Álava, sposa del re Fruela I delle Asturie e madre di Alfonso II il Casto.
- Regina Berta, sposa del re Alfonso II delle Asturie.[11]
- Regina Munia, sposa del re Ordoño I delle Asturie e madre di Alfonso III delle Asturie.
- Regina Jimena delle Asturie (m. 912), sposa del re Alfonso III delle Asturie, figlia di García Íñiguez de Pamplona e madre di García I, Ordoño II e Fruela II.
- Regina Elvira Menéndez (m. 921), sposa di Ordoño II di León e madre di Alfonso IV e di Ramiro II.
- Regina Urraca Sánchez (m. 956), sposa di Ramiro II di León e madre di Sancho I di León.
- Reina Teresa Ansúrez (m. 997), sposa di Sancho I di León, re di León, e madre di Ramiro III di León.